# بنی‌شوگا

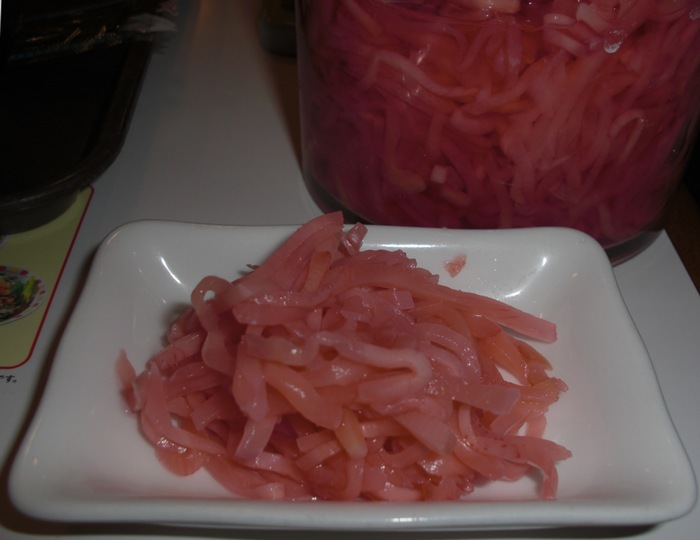
بنی‌شوگا.

بنی‌شوگا (به ژاپنی: 紅しょうが べにしょうが Beni shoga) نام یکی از انواع تسوکه‌مونو (انواع ترشی‌ها و شورها) در آشپزی ژاپنی است. بنی شوگا از خوابانیدن زنجبیل در سرکهٔ آلو به دست می‌آید. برای تهیهٔ آن نخست به زنجبیل نمک سود می‌شود و سپس آن را چند روز در سرکهٔ آلو می‌خوابانند.  سرکهٔ آلو سرکه‌ای است که اومه‌بوشی یا آلوی خشک شده در آن بکار رفته شده باشد. سپس زنجبیل را بیرون آورده به صورت رشته‌ای خورد می‌کنند. بعد از این مرحله زنجبیل را در داخل سرکه‌ای که نعناع ارغوانی در آن بکار رفته می‌خوابانند. بتدریج زنجبیل رنگ نعنای ارغوانی را بخود گرفته، قرمز رنگ می‌شود. بنی به زبان ژاپنی به معنای قرمز و شوگا نیز به معنای زنجبیل است، بدین ترتیب بنی‌شوگا به معنای زنجبیل قرمز است.

## غذاهایی که معمولاً همراه با بنی‌شوگا صرف می‌شوند
- اوکونومی‌یاکی
- تاکویاکی
- یاکی‌سوبا
- یاکی‌اودون
- هیاشی‌چوکا
- هاکاتارامن
- اوکیناواسوبا
- سوشی
- تمپورا
- ساتسوماآگه
- چاهان